# 勞之辨
勞之辨（1639年—1714年），字書升，號介巖。浙江石門人。清朝政治人物。
康熙三年（1664年）中式甲辰科進士。選翰林院庶吉士，散館改主事。历任户部主事、礼部郎中、兵部督捕理事官，官至左副都御史，在贵州设驿马以利塘报，停运湖南军米。康熙四十七年（1708年），知道清圣祖有复立已废皇太子允礽之意，于是密折奏请早日裁定太子，触怒圣祖，斥为奸诡迎合，夺官，笞责四十，逐回原籍。康熙五十二年（1713年），恢复原秩。康熙五十三年（1714年）卒于家。著有《靜觀堂詩集》。诗学白居易，喜涉时事。

## 延伸阅读
[在维基数据编辑]
 《清史稿/卷268》
 《清史稿·卷286》，出自趙爾巽《清史稿》